# Olios inaequipes
Olios inaequipes är en spindelart som först beskrevs av Simon 1890.  Olios inaequipes ingår i släktet Olios och familjen jättekrabbspindlar. Inga underarter finns listade i Catalogue of Life.